# Rapsodie
Rapsodie è stato il primo reattore nucleare veloce francese con fluido di lavoro e raffreddamento a sodio liquido. Il nome venne scelto a causa delle virtù musicali del termine, che associa i neutroni rapidi al sodio. Reattore sperimentale della potenza di 20 MWt, era situato sul sito di Cadarache del CEA.
Concepito nel 1957 dal CEA, la costruzione del reattore cominciò nel 1962 sul sito di Cadarache e venne acceso nel gennaio 1967, per raggiungere la massima potenza nel marzo 1967. Fu spento nell'aprile 1983.
Con Rapsodie si è cercato per la prima volta di fertilizzare l'uranio-238 come materiale fertile e utilizzare in campo civile il plutonio fissile derivante dalla produzione bellica.